# Kristligt-sociala partiet (Nederländerna)
Kristligt Sociala Partiet (Christelijk-Sociale Partij) var ett kristet socialistparti som existerade i Nederländerna mellan 1907 och 1926.
KSP bildades 1907 av tidigare medlemmar av Kristliga Historiska Unionen.
Partiet hade sin väljarmässiga och ideologiska bas i Holländska reformerta kyrkan och verkade för att denna kyrka skulle favoriseras ekonomiskt jämfört med andra trossamfund.
1918 valdes partiet för första och enda gången in i den andra kammaren i det nederländska parlamentet, med omkring 8 000 röster (0,6 %). Detta sedan allmän manlig rösträtt och ett proportionellt valsystem införts.
Parlamentsledamot för KSP blev partiledaren Adolf Robbert van der Laar.
I de allmänna valen 1922 hade valsystemet åter ändrats och KSP miste sitt enda mandat i parlamentet.
I valkampanjen 1925 ställde man upp under namnet Protestantiska Folkpartiet. 
1926 gick man samman med två andra småpartier (Kristdemokratiska Partiet och Kristna Socialistförbundet) och bildade Kristdemokratiska Unionen.